# Gojko Kremenić
Gojko Kremenić, hrvatski kemičar
Završio je studij na Kemijskom fakultetu u Madridu (1947. – 1953.), gdje je i doktorirao.Ranih 1950-ih bio dio skupine hrvatskih emigrantskih intelektualaca koji su bili namještenici ili vanjski suradnici institucije »Consejo Superior de Investigaciones Cientificas« (Visoko vijeće za znanstvena istraživanja) u Madridu: sociolog Anton Wurster, encikopedist i slavist Pavao Tijan, muzikolog fra Branko Marić, enciklopedist dominikanac Hijacint Eterović, pravnik Marijan Gec, i bogoslov, pravnik, diplomat i rimokatolički svećenik Vladimir Vince, liječnik dr. Ivo Tuškan, povjesničar Pero Vukota, pjesnik i medijski teoretičar Luka Brajnović, ekonomist Pavao Berkeš, politolog Boris Široki, knjižničarka Nevenka Dragičević i mnogi drugi, koji su se i nakon odlaska iz Španjolske istaknuli u svojim zvanjima. U okviru te ustanove objavili su članke, knjige i doktorske disertacije.
Specijalizirao se za fizikalnu kemiju. Od 1960. do 1970. surađuje kao istraživač u instituciji »Consejo superior...«, gdje od 1976. do 1988. obavlja dužnost ravnatelja Instituta za katalizu i petrokemiju. Postaje profesorom na Sveučilištu u Madridu i gostujućim profesorom na Sveučilištu Johns Hopkins, Baltimore i Sveučilištu Carabobo (Venezuela), te organizira istraživačke skupine u Argentini, Gvatemali i Čileu.

## Nagrade
Dobitnik je brojnih znanstvenih nagrada u SAD-u, latinskoameričkim zemljama, Portugalu i Španjolskoj. Objavio je 60 znanstvenih radova u stručnim časopisima.